# كريستين إستيلا لوتر
كريستين إستيلا لوتر (بالإنجليزية: Kristin Estella Lauter)‏ (من مواليد 1969)، هي عالمة رياضيات أمريكية وعالمة تشفير، تتركز اهتماماتها البحثية على نطاق واسع في تطبيق نظرية الأعداد والهندسة الجبرية في علم التشفير. وهي معروفة بشكل خاص بعملها في مجال تشفير المنحنى الإهليلجي. وهي حاليًا باحثة ورئيسة مجموعة التشفير في معهد أبحاث مايكروسوفت في ريدموند، واشنطن، وهي التي طورت لميكروسوفت «مكتبة بسيطة للتشفير» أو "SEAL". أصبحت لوتر الرئيسة المنتخبة لجمعية المرأة للرياضيات في فبراير 2014. وشغلت منصب الرئيس في 1 فبراير 2015 - 31 يناير 2017.

## تعليمها وحياتها المهنية
حصلت لوتر على بكالوريوس الآداب، وماجستير العلوم، والدكتوراه، في الرياضيات من جامعة شيكاغو في أعوام 1990 و1991 و 1996 على التوالي.
قبل انضمامها إلى مايكروسوفت، شغلت لوتر مناصب باحثة زائرة في معهد ماكس بلانك للرياضيات في بون بألمانيا (1997)، وكذلك منصب أستاذ مساعد باحث لعالمة الرياضيات «ثيوفيل هنري هيلدبرانت» في جامعة ميتشيغان (1996-1999)، وباحث زائر في معهد الرياضيات لوميني في فرنسا (1999).
في عام 1999، انضمت لوتر إلى مايكروسوفت للعمل على بحثها في التشفير. كما عملت على تطوير أنظمة تشفير جديدة، وإجراء أبحاث على أنظمة تشفير ما بعد الكم، والبحث لإيجاد أخطاء في أنظمة التشفير الحالية.
في عام 2005، عملت مع زملائها في مايكروسوفت لتطوير خوارزمية تشفير من الرسوم البيانية المتماثلة. وقد أنشأت دالة التجزئة (دالة هاش) وقدمتها في مسابقة المعهد الوطني للمعايير والتقنية (نيست) لدالة هاش.
تشتهر الدكتورة كريستين لوتر أيضًا بعملها في التشفير التماثلي، والذي يشيع استخدامه في التعلم الآلي وبناء النماذج الرياضية والذكاء الاصطناعي وجمع البيانات الجينية. وعملت أيضًا على التشفير باستخدام السحابية. ولم تكتفي بأن تتعلم فقط عن التشفير، ولكنها قامت بتدريس الدروس التعليمية أيضًا. وقد سمح لها درس تعليمي محدد حول التشفير التماثلي بمقابلة بعض منظمي iDASH الذين شرحت لهم تقنيات التشفير، مثل تعديل المسافة وإحصائيات مربع كاي.
إن لوتر هي إحدى مؤسسي شبكة Women in Numbers، وهي عبارة عن مجتمع تعاون بحثي للنساء في نظرية الأعداد. وقد عقد المؤتمر الأول في عام 2008 وكان يسمى مؤتمر المرأة العالمي للتواصل. وتعمل مجموعات من منظري الأعداد على البحث ونشروا حوالي 50 ورقة بحثية. وهي عضو في المجلس الاستشاري لمحطة بانف الدولية للأبحاث وكذلك في مجلس للجمعية الأمريكية للرياضيات. عملت لوتر أيضاً كرئيسة لجمعية النساء في الرياضيات 2015-2017.